# Lea Ypi
Lea Ypi (Tirana, 8 de setembre de 1979) és una autora i acadèmica albanesa. És professora de teoria política a la London School of Economics. El 2022 va ser nomenada un dels deu millors pensadors del món per la revista britànica Prospect, i una de les figures culturals més importants pel Frankfurter Allgemeine Zeitung. La seva obra ha estat traduïda a 30 idiomes. És membre del jurat del Deutscher Memorial Prize.

## Antecedents i primers anys
Ypi va néixer a Tirana, primogènita de Xhaferr Ypi i Vjollca Veli, ciutadans corrents sota el domini comunista, però que més tard es van involucrar en la política democràtica albanesa a la infantesa tardana d'Ypi, abans de la guerra civil albanesa el 1997.
Va créixer tant a l'Albània comunista com postcomunista, i l'experiència d'aquesta transició és el tema principal del seu llibre Free: Coming of Age at the End of History (2021). Tot i que la seva família es va veure obligada a ser atea sota el domini comunista, era sentimentalment i històricament musulmana. Ypi es declara avui dia com a agnòstica.
Un dels seus besavis paterns, Xhaferr Ypi, va ser breument primer ministre d'Albània a la dècada de 1920, i també va dirigir molt breument el govern albanès després de l'ocupació italiana. El seu fill, l'avi d'Ypi, va ser empresonat pel govern comunista d'Albània durant 15 anys.

## Educació
Ypi va obtenir el seu títol en filosofia a la Universitat Sapienza de Roma el 2002 i la seva llicenciatura en literatura per la mateixa institució el 2004. Va rebre el seu màster en recerca per l'⁣Institut Universitari Europeu el 2005 i el seu doctorat per l'⁣Institut Universitari Europeu el 2008. Abans d'unir-se a la LSE, va ser investigadora del premi postdoctoral al Nuffield College d'Oxford.
A més del seu albanès nadiu, Ypi parla amb fluïdesa l'anglès, l'italià i el francès, i amb menys fluïdesa també parla alemany i espanyol.

## Obres
Els interessos de recerca d'Ypi es troben en la teoria política normativa (incloent-hi la teoria democràtica, teories de la justícia i qüestions de migració i drets territorials), el pensament polític il·lustrat (especialment Kant), el marxisme i la teoria crítica, així com la història intel·lectual dels Balcans, especialment la seva Albània natal.
Una de les seves obres notables és Global Justice and Avant-Garde Political Agency (“Justícia global i agència política d'avantguarda”), publicada el 2012, en la que explora la intersecció entre la justícia global i l'agència política en el context d'un ordre mundial que canvia ràpidament. Aquest llibre ha influït en la configuració dels debats sobre com els individus i els Estats han de fer front als reptes d'un món globalitzat.
El seu llibre Free: Coming of Age at the End of History (“Lliure: El desafiament de créixer a la fi de la història”), publicat el 2021, és una vívida exposició de la societat albanesa de finals del segle XX que combina elements personals, històrics i polítics, il·lustrant el col·lapse del règim estalinista a Albània i la convulsa transició cap a la democràcia. Aquesta obra va ser finalista al Premi Baillie Gifford de no ficció i el Premi Costa de Biografia. Va guanyar el premi Ondaatje, el primer premi de biografia Slightly Foxed, i va ser ‘Memòria de l'any’ per al Sunday Times i ‘Llibre de l'any’ per a The Guardian, The New Yorker, The Financial Times, el TLS, The Spectator, New Statesman, Washington Post, Foreign Affairs i el Daily Mail. El 2022, BBC Radio 4 va serialitzar el llibre a la seva sèrie Book of the Week.
També el 2021 Oxford University Press va publicar-li The Architectonic of Reason: Purposiveness and Systematic Unity in Kant's Critique of Pure Reason (“L'arquitectura de la raó: finalitat i unitat sistemàtica en la crítica de la raó pura de Kant”), que representa un profund compromís amb la filosofia kantiana i la possibilitat de la seva reactualització contemporània.